# كلفن مارتن (مجرم)
كلفن مارتن (بالإنجليزية: Kelvin Martin)‏ هو مجرم أمريكي، ولد في 24 يوليو 1964 في ذا برونكس في الولايات المتحدة، وتوفي في 24 أكتوبر 1987 في بروكلين في الولايات المتحدة.